# ミル・マウンテン・スター

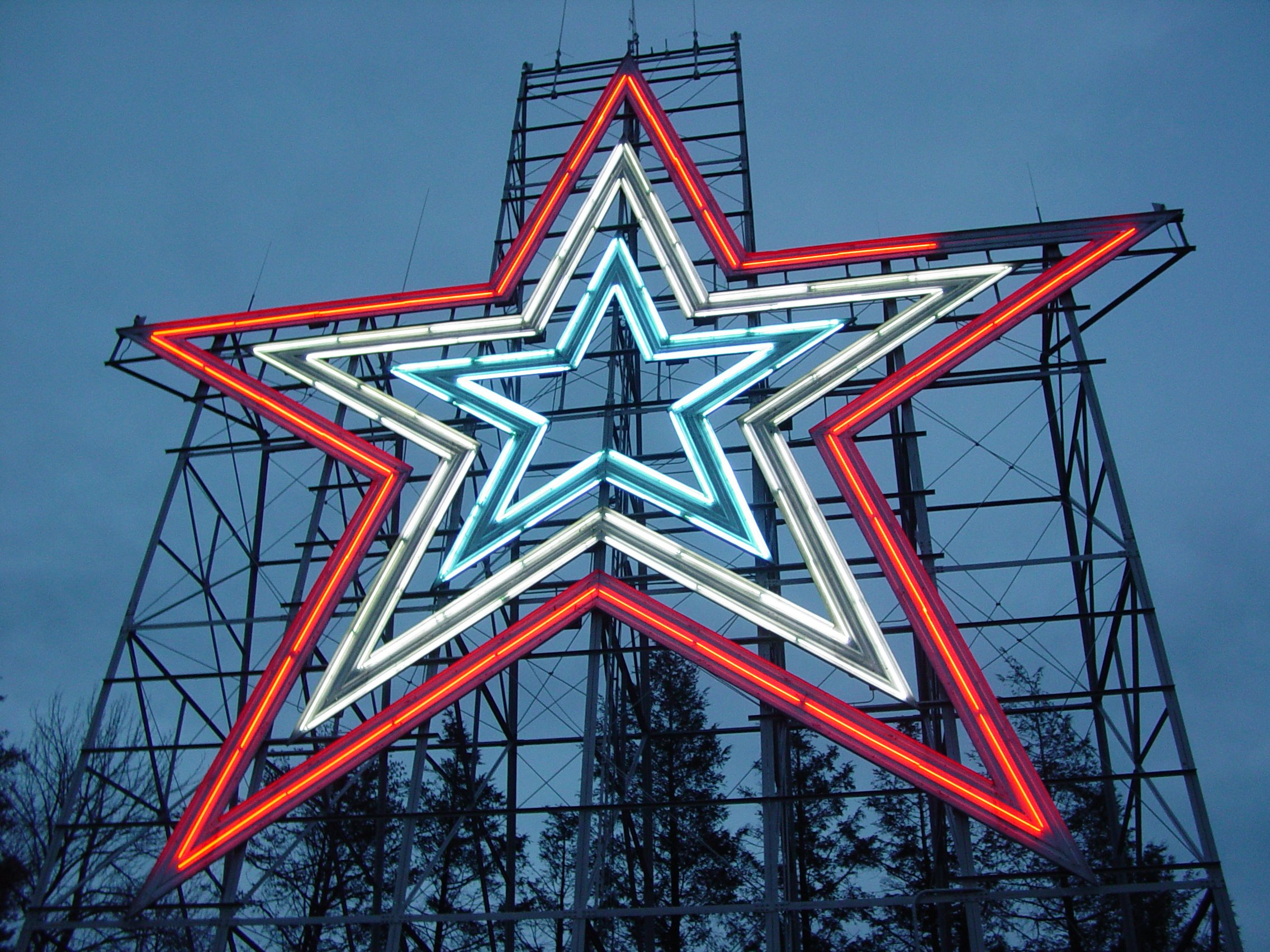
発光する夜のミル・マウンテン・スター

ミル・マウンテン・スター（英文表記: Mill Mountain Star）は、アメリカ合衆国バージニア州ロアノークにある、星型の電灯。ロアノーク・スター (Roanoke Star) としても知られる。
ロアノーク市内のミル・マウンテンという山の上に1949年に建設されたもので、人工でイルミネーションが施された星型の照明としては世界で2番目に大きなものである。テキサス州エルパソに「エルパソ・スター」が完成するまでは、世界最大のものであった。しかし、エルパソ・スターは地面へ水平に横たわっているため、ミル・マウンテン・スターは直立している人工の星型の照明としては世界最大であるという意見もある。ロアノークはこのミル・マウンテン・スターに因んで「スター・シティ」という愛称を授かっている。

## 歴史
1949年、ロアノーク商業協会 (Roanoke Merchants Association) は、クリスマスの買物シーズンのスタートを景気づけるために、ミル・マウンテンの頂上にネオンで輝く星を建設することを決定した。この建築物は当初から常設を前提に計画されていたものの、イルミネーションを1年中点灯させるか、それともホリデー・シーズンだけにするかについては、なかなか決定を下せずにいたが、結局、商業会議所と商業協会は、スターが大きな支持を得ていることから1年中点灯させるという結論に達した。スターの建設が商業協会の功績によるものであることは確かだが、元々誰がこのアイデアを考え出したのかという点は未だに不確かである。
当初、スターは全て白色に彩られていた。1976年、アメリカ合衆国200周年記念の一環として、最も外側が1列の赤色に、その内側が2列ずつの白色と青色に変更された。通例、ネオンは全色が一度に点灯されるが、時折、それぞれの色が繰り返し1、2秒ほど点滅したり、まず内側の青色のネオンが点灯し、その後白色、赤色と順番に点灯される場合がある。また、外側の赤色の星は、半旗を掲げるのと同じく、悲劇的な出来事が起こった際に赤1色のみ点灯されることがある。こうした出来事にはアメリカ国内で起きた悲しい事件の他、地域の交通事故による死者を弔う場合などが含まれている。ネオンの色は、2001年のアメリカ同時多発テロ事件を受けて赤白青の3色に固定され、以来、2007年4月まで、6年近くにわたって3色のままであった。
2006年8月12日、ロアノーク市により電気系統の重要なグレードアップが行われたため、スターは8日間ほど消灯された。この際、ケーブル保護用の古い接続箱や変圧器、電気配線、何本もの電線が入ったコンジット管は、取り換えられた。こうした装置の多くは、スターが建設された1949年よりずっと使用され続けていたものである。このアップグレードは10万ドルの費用がかかったが、将来的にメンテナンスの必要が少なくなるために、工事によって市の予算を節約できると期待されている。
2007年4月17日付のニュースで、ロアノーク当局者はスターへ電力を供給する送電線に木が倒れたため、ネオンがしばらくの間消灯するだろうと述べた。スターが2007年4月22日に再び点灯した際、バージニア工科大学銃乱射事件を悼み、色の配列は「希望の象徴」として再び以前の全白色のネオンへと変更された。
しかし、ロアノーク市議会は2007年5月15日に発行されたニュースの中で、2007年5月24日から元の3色のネオンに戻す決定を下した。これはロアノーク市の公式ウェブサイト、「ロアノーク市がスターを赤・白・青のネオン色へ復帰」（英語）のプレスリリース内で述べられている。

## 建築
ミル・マウンテン・スターは27メートル（88.5フィート）の高さを持ち、総延長600メートル（2,000フィート）分のネオン管で構成されている。ネオン管全てを発光させるためには、17,500ワットが必要とされる。建設にはキンジー・サイン・カンパニーのロイ・C・キンジーが、彼の息子ロイ・ジュニア、ボブ、ウォーレンらが携わった。山頂に置いた鉄製の支柱構造の上へスターを設置・点灯させる前に、近隣の飛行機の格納庫内で設置されるスターがどのように見えるのかがテストされた。また、当時ロアノーク・アイアン&ブリッジ・ワークス社の構造工学者であったロバート・L・リトルも、建設の援助を行っている。
建設当時からある赤いネオン管は現在でも一部残っているが、白・青色部分のネオン管はすべて取り換えが行われたものである。今日におけるほとんどのメンテナンスには、変圧器の交換やブレーカー回路の修理が含まれている。
スターは1949年11月23日より、当時の市長A・R・ミントンによって点灯された。点灯したのは市長のミントンと伝えられているが、彼は「儀礼用」のスイッチ模型を押しただけだったと報告されている。実際は模型のスイッチが押されたと同時に、建築に携わった人物の一人であるボブ・キンジーがブレーカー回路の後ろでスイッチを動かしていた。

## 高台と動物園

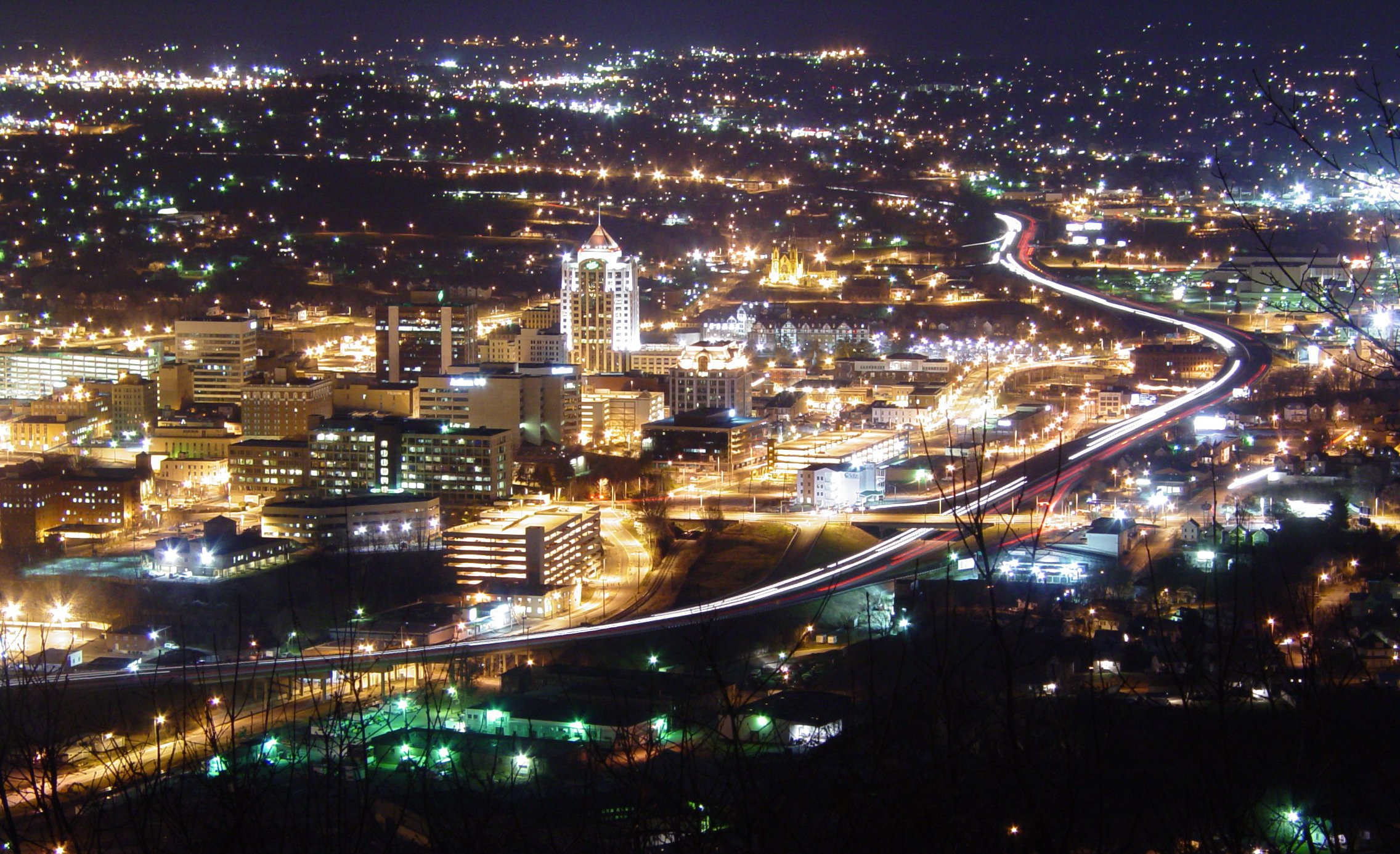
ミル・マウンテン・スター前方の高台から見下ろした夜景

スターのすぐ前には、ロアノーク渓谷と特にロアノーク市街が一望できる高台が設置されている。この高台はロアノーク全景を撮影する上でよく知られた場所であり、市内に住む人々がよく友人や家族を連れて訪れる場所でもある。
ミル・マウンテンの頂上にあるスターの近隣には、小さな動物園もある。この「ミル・マウンテン・ズー」は元々完全な子供向けの動物園であったが、その後数々の展示品や動物を所有するなど拡張が行われた。動物園は2006年7月に「ウプス (Oops) 」という名前のニホンザルが数週間脱走したことで、一時的にメディアの脚光を浴びた。「ルビィ (Ruby) 」という名のメスのアムールトラも、動物園へ1988年11月に収容され、その後2006年12月10日に死亡するまでよく知られていた。このトラはバージニア州ダンヴィルで違法にペットとして飼われていたもので、法執行官が発見した後に動物園へ寄付された。
スター・高台・動物園の3つのスポットは、ロアノーク市またはロアノーク山脈にあるブルーリッジ・ハイウェイからのどちらからでも行くことが可能である。1910年から1929年まで、現在のカリリオン・ロアノーク記念病院がある位置の近隣から、山の頂上までケーブルカーが走っていた。ケーブルカーの線路は現在でもはっきりと確認することができる。当時の主要な目的地は、小さな宿泊施設であった。若年の労働者向けにロアノークを魅力ある街にしようと貢献するある団体は、これまでにこの宿泊施設を再び建設する提案を行ってきている。
スターとその周囲のキャンプ用地は、ピクニック地として人気がある。また、これらは夜になると人気のあるたまり場にもなってしまうため、未成年者の飲酒をやめさせ、ロアノークの外出禁止時刻を守らせるために市警察が定期的にパトロールを行っている。ちなみに、ミル・マウンテンの頂上は海抜530メートル（1,740フィート）である。

## 地域の商況
前述の宿泊施設は、1964年から1976年に焼失するまで、ミル・マウンテン劇場の最初の拠点となった。火事の後、ミル・マウンテン劇場は、数キロメートル北西にある近年改装された古典的な映画館のグランディン・シアターへと移転した。このシアターはロアノークのラレー・コート (Raleigh Court) 地区に位置していた。1983年、ミル・マウンテン劇場はミル・マウンテン・シアターへと名称変更し、ロアノーク市街地のマーケット・スクエアにある施設である「センター・イン・ザ・スクエア」に移転した。その近代的設備のため、ミル・マウンテン・シアターはロアノーク地域全体の劇場となったのである。
ロアノーク地域にある多くの企業や団体は、その名称に「スター・シティ」の文字が入っていたり、ロゴに星を使用している。また、ミル・マウンテンにちなんだ名称が付けられているものもいくつかある。著名な例としては、地域の喫茶店チェーンである「ミル・マウンテン・コーヒー・アンド・ティー」がある。